# Steven Mills
Steven Mills, född 6 oktober 1959, är en amerikansk basketfunktionär. Han är sedan 2013 general manager för NBA-laget New York Knicks.

## Fotnoter
1. ↑  College Basketball at Sports-Reference.com, läst: 28 juli 2020.[källa från Wikidata]